# Stephan Harding

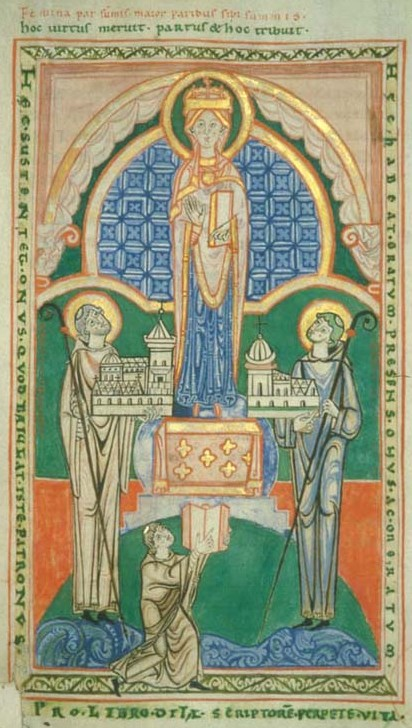
Der Hl. Stephan Harding (rechts) und der Abt von St-Vaast in Arras (links) zeigen der Gottesmutter Maria Modelle ihrer Kirchen, unten deutet der Schreiber Osbert auf ein Manuskript (Buchmalerei gegen 1125; Bibliotheque Municipale in Dijon)

Stephan Harding, auch Stephen Harding (* um 1059 in Sherborne, Dorset, England; † 28. März 1134 im Kloster Cîteaux), war ein Abt und Mitbegründer des Zisterzienserordens und ist ein katholischer Heiliger.

## Leben
Harding stammte aus Dorset an der Südwestküste Englands und wurde bekannt als der dritte Abt von Cîteaux, dem Mutterkloster der Zisterzienser. Unter Stephans Regierungszeit wuchs der Orden in gewaltigen Sprüngen, nicht zuletzt aufgrund des Eintritts von Bernhard von Clairvaux, dessen Charisma den Orden in ganz Europa berühmt machte. Über Stephans Werdegang vor dem Kloster ist verhältnismäßig wenig bekannt. Mehrere Abschnitte in den Gesta Regum Anglorum des Wilhelm von Malmesbury sind Stephan gewidmet. Stephan regte die Erstellung des berühmten zisterziensischen Verfassungsdokumentes, der Carta Caritatis, an, kann dennoch nicht als ihr einziger Verfasser gelten.

### Name
Sein Geburtsname war Harding. Den Namen Stephan nach dem biblischen Erzmärtyrer Stephanus nahm er erst an, nachdem er England verlassen hatte. In mittelalterlichen Texten wird er nur Stephan genannt. Der Doppelname kam erst in der Frühen Neuzeit auf.

### Benediktinermönch
Harding kam schon als Kind als Oblate ins Benediktinerkloster Sherborne, wo er seine Mönchsgelübde ablegte. Dieses Kloster verließ er allerdings und hielt sich vielleicht zunächst in Schottland und danach sicher in Frankreich auf. In dieser Zeit machte er mit seinem Freund Petrus auch eine Romwallfahrt. Seinen Lebensunterhalt verdiente er vielleicht als Schreiber, Kopist und Buchillustrator.
Der Wallfahrtsweg führte mit großer Wahrscheinlichkeit über die toskanischen Reformklöster Vallombrosa und Camaldoli. Nach ihrer Rückkehr aus Rom traten Petrus und Stephan um 1085 in Molesme ein. 1098 gehörten sie zu jener Gruppe von Mönchen, aus der die Gründung von Cîteaux hervorging. Stephan war dort vermutlich als Schreiber des ersten Abts Robert von Molesme tätig. Nachdem Robert nach Molesme zurückgekehrt war, um auch dieses Kloster entsprechend der ursprünglichen Benediktinerregel zu reformieren, leitete Stephan als Prior gemeinsam mit dem neuen Abt Alberich von Cîteaux das Kloster Cîteaux.

### Abt in Cîteaux
Nach Alberichs Tod 1109 stand Stephan als dritter Abt der Abtei Cîteaux vor. In dieser Zeit entstand im Mutterkloster der Zisterzienser ein blühendes Skriptorium, in dem Abt Stephan wahrscheinlich selbst arbeitete. Die Zisterzienser verdanken Stephan Harding ein Hymnarium und eine Revision der Bibel. Um 1113 nahm Stephan Harding den jungen Bernhard von Clairvaux in das Noviziat von Cîteaux auf und entsandte ihn nur zwei Jahre danach zur Gründung eines neuen Klosters in Clairvaux.
Stephan trug durch seine Forschungen zur zisterziensischen Reform bei; er widmete sich einer Revision des Hymnars durch Kompositionen, die er sich aus Mailand erbat, weil die Benediktsregel ausdrücklich die Ambrosianischen Hymnen erwähnt. Ebenso gehen das Stephanusbrevier und eine Bibelübersetzung auf ihn zurück.
Als Stephan Harding im Jahr 1134 starb, zählte Cîteaux zahlreiche Tochterklöster, die ihrerseits nach dem zisterziensischen Filiationsprinzip wiederum zu Mutterklöstern geworden waren. Durch die Carta Caritatis in einem Klosterverband geeinigt, entstand somit der erste Orden im Sinne des katholischen Kirchenrechts.

## Verehrung
Stephans Verehrung kam verhältnismäßig spät; erst 1623 legte das Generalkapitel dafür einen liturgischen Rahmen fest. Von 1623 bis 1683 wurde sein Gedenktag am 17. April gefeiert, danach bis zur Neuordnung des Zisterzienserkalendariums war es der 16. Juli. Heute feiert der Zisterzienserorden die drei Gründeräbte von Cîteaux (Robert, Alberich und Stephan) gemeinsam am 26. Januar.
In der bildenden Kunst wird er oft mit der Jungfrau Maria dargestellt, die ihm ein Stoffzingulum überreicht, oder mit Kirchenmodell.